# Scenbild
Scenbilden eller dekoren är de sceniska miljöerna som skapas av en scenograf eller konstnär till exempelvis teater-, opera- eller balettföreställningar. Scenbilden är en del av det konstnärliga uttrycket och utformas i samklang regi och koreografi. Varje föreställning kan om så krävs innehålla flera olika scenbilder för att skildra olika miljöer eller situationer. 
Normalt ingår inte kostymdesign i begreppet scenbild, till skillnad från begreppet scenografi som ofta anses omfatta både scenbilderna och kostymerna i en produktion.
Fonden är den delen av en scenbild som finns längst bak. Den kan vara svart eller målad.